# تولید قهوه در هائیتی
تولید قهوه در هائیتی برای اقتصاد این کشور اهمیت داشته است، نظر به اینکه در اوایل قرن هجده، موقعی که فرانسوی‌ها گیاه قهوه را به مستعمره آوردند، که در آن زمان به نام سنت-دومینگو شناخته می‌شد. از آن زمان، قهوه یک محصول اصلی هائیتی بوده است. قهوه به همراه شکر، برای مدت طولانی استخوان بندی اولیه اقتصاد هائیتی را شکل داده است. در حال حاضر، قهوه از لحاظ ارزش صادراتی از محصولات انبه و کاکائو عقب افتاده است.